# Storbritanniens statsskuld

Storbritanniens regerings utgifter under 2009-2010 uppdelad i olika kategorier. Räntor på statsskulden visas i lila.

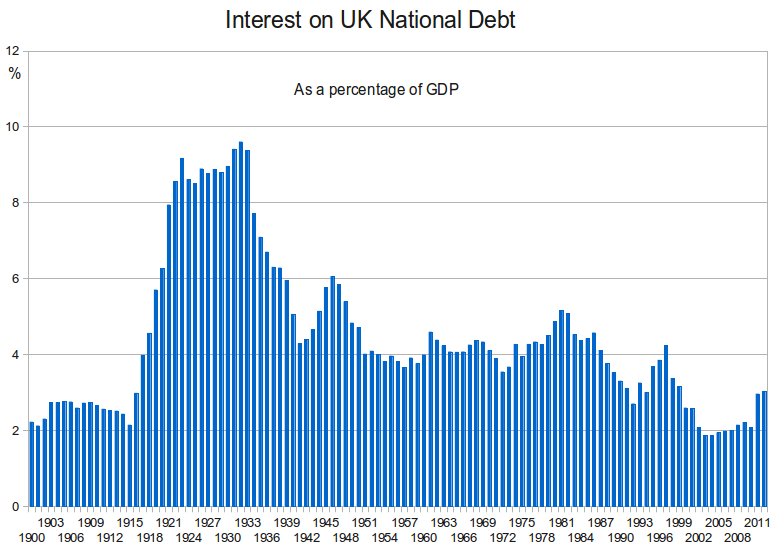
Ränta som betalats på den brittiska statsskulden sedan år 1900 som procent av BNP.

Storbritanniens statsskuld är den totala summan av utestående obligationer utgivna av det brittiska finansdepartementet och andra delar av regeringen. 